# متیو دوهامل
متیو دوهامل (انگلیسی: Mathieu Duhamel؛ زادهٔ ۱۲ ژوئیهٔ ۱۹۸۴) بازیکن فوتبال اهل فرانسه است.
از باشگاه‌هایی که در آن بازی کرده‌است می‌توان به باشگاه فوتبال متس، باشگاه فوتبال کان، باشگاه فوتبال لو آور، و باشگاه فوتبال تروا اشاره کرد.